# Pawieł Bermondt-Awałow
Pawieł Rafaiłowicz Bermondt-Awałow (ur. 4 marca?/16 marca 1877 w Tyflisie, zm. 27 grudnia 1973 w Nowym Jorku) – rosyjski oficer, uczestnik rosyjskiej wojny domowej po stronie białych. Na czele oddziału stworzonego przy pomocy niemieckiej z rosyjskich jeńców wojennych walczył, u boku Bałtyckiej Landeswehry, z łotewskimi bolszewikami. Następnie w 1919 r. stanął na czele Zachodniej Armii Ochotniczej, do której weszły jednostki niemieckie operujące do tej pory na ziemiach łotewskich. W październiku 1919 r. podjął nieudaną próbę zdobycia Rygi, po której jego oddziały zostały internowane w Prusach Wschodnich i rozformowane. Resztę życia spędził na emigracji.

## Życiorys

### Pochodzenie
Na temat jego pochodzenia i początków kariery wojskowej w literaturze funkcjonują różne wersje. Według jednej z nich Pawieł Bermondt-Awałow był z pochodzenia Kozakiem ussuryjskim. Jako jego miejsce urodzenia podawany jest Tyflis. Nazwiskiem Awałow, zrusyfikowaną wersją nazwiska gruzińskiego rodu Awaliszwili, zaczął posługiwać się dopiero w październiku 1919 r.; nie był spokrewniony z tą rodziną. Nie jest również jasne, w jakim charakterze brał udział w I wojnie światowej: według jednej z wersji uczestniczył w walkach, według innej służył w wojskowej orkiestrze.

### Współpraca z Niemcami podczas wojny o niepodległość Łotwy i rosyjskiej wojny domowej
Po rewolucji październikowej stanął po stronie białych. Między sierpniem 1918 a styczniem 1919 r. działał na Ukrainie, dowodząc małym oddziałem białych Rosjan. Jeszcze w 1918 r. nawiązał kontakt z dowództwem niemieckim w Kijowie, współpracował następnie z niemieckim biurem werbunkowym. Po odejściu wojsk niemieckich z Ukrainy wyjechał razem z nimi do Niemiec. W lutym 1919 r., z niemieckich funduszy, zaczął formować oddział z internowanych w Niemczech oficerów i żołnierzy rosyjskich, wziętych do niewoli w I wojnie światowej, na co wiosną tego roku otrzymał znaczne środki.

#### Kwiecień-lipiec 1919 r.
Oddział ten został przerzucony na Łotwę i wspólnie z siłami Bałtyckiej Landeswehry brał udział w walkach z Armią Radzieckiej Łotwy. Początkowo podlegał Rosyjskiemu Korpusowi Ochotniczemu Najświatlejszego Księcia Lievena. Uczestniczył m.in. w bitwie o Rygę w końcu maja 1919 r., po której Niemcy i sformowany przez nich marionetkowy rząd łotewski Andrievsa Niedry przejęli kontrolę nad łotewską stolicą. W maju jednostka dowodzona przez Bermondta-Awałowa została wyodrębniona z Rosyjskiego Korpusu Ochotniczego i przemianowana na Zachodni Korpus Ochotniczy im. hr. Kellera. Oddział liczył wówczas ok. 6000 żołnierzy i po bitwie o Rygę został ześrodkowany w Mitawie. Nie brał udziału w niemiecko-estońsko-łotewskiej bitwie pod Kiesią. 6 czerwca 1919 r. oddział Bermondta został ponownie podporządkowany Rosyjskiemu Korpusowi Ochotniczemu, który z kolei uznał zwierzchnictwo gen. Nikołaja Judenicza, dowódcy Armii Północno-Zachodniej, która zamierzała z terytorium Estonii uderzyć na radziecki Piotrogród.
Bitwa pod Kiesią zakończyła się zwycięstwem sił estońskich i łotewskich. Obie republiki, wspierane zbrojnie przez państwa Ententy, nie dopuściły wojsk niemieckich do dalszego marszu w głąb Liwonii. Postawiło to pod znakiem zapytania sens dalszej obecności jednostek niemieckich na terytorium Łotwy – do tej pory uzasadniano ją potrzebą wspierania Łotwy w walce z bolszewikami, jednak po ofensywie estońskiej w Liwonii oraz po bitwie pod Kiesią tereny kontrolowane przez Niemców nie graniczyły nawet z zajmowaną jeszcze przez bolszewików Łatgalią. W tej sytuacji Niemcy, jeszcze w trakcie walk pod Kiesią, podjęli próbę przejęcia kontroli nad całą Armią Północno-Zachodnią. Bermondt-Awałow, formalnie jej podległy, zadeklarował gotowość do dalszej współpracy z Niemcami.
13 lipca 1919 r. gen. Rüdiger von der Goltz, dowodzący wszystkimi siłami niemieckimi na Łotwie, w swoim rozkazie zezwolił niemieckim żołnierzom zaciągać się do oddziału Bermondta-Awałowa. Następnie ogłosił, że pod jego rozkazy mogą zaciągać się całe niemieckie jednostki (co zostało usankcjonowane kolejnym rozkazem z 31 lipca). Tym samym von der Goltz omijał postanowienia rozejmu zawartego z Łotwą i Estonią po bitwie pod Kiesią, który przewidywał ewakuację wojsk niemieckich z Łotwy w sierpniu 1919 r. Nie mogąc przejąć kontroli nad całą Armią Północno-Zachodnią (która po pierwszej nieudanej ofensywie na Piotrogród była nadal wspierana i wyposażana przez Wielką Brytanię), Niemcy zamierzali uczynić z oddziałów Bermonta-Awałowa konkurencyjną wobec niej siłę, która potencjalnie mogłaby posłużyć i do obalenia proalianckiego rządu łotewskiego, i do wzmocnienia wpływów Berlina wśród rosyjskich sił antybolszewickich.

#### Przejście oddziałów niemieckich pod komendę Bermondta-Awałowa
W sierpniu 1919 r. Niemcy przyspieszyli werbunek do oddziałów Bermondta-Awałowa, ściągając do nich zarówno byłych rosyjskich jeńców wojennych, jak i ochotników niemieckich i austriackich, którym obiecywano nadanie w przyszłości ziemi w Rosji, po zwycięstwie białych. 29 sierpnia 1919 r. przejście pod komendę Bermondta ogłosiła cała 2 brygada niemieckiej Żelaznej Dywizji. W tym samym miesiącu przebywający w Mitawie Bermondt-Awałow zaproponował Polsce podział Litwy między Polskę i białą Rosję. W końcu miesiąca zrezygnował z agresywnych planów wobec Litwy, uznając, że ewentualny marsz w głąb ziem litewskich i zajęcie Kowna sprawiłoby, że Polacy wystąpiliby przeciwko niemu.
26 i 27 sierpnia w Rydze pod patronatem brytyjskim odbyły się rozmowy w sprawie stworzenia jednolitego frontu antybolszewickiego, w których wzięły udział delegacje estońska, łotewska, polska i litewska oraz przedstawiciele Armii Północno-Zachodniej i oddziału Bermondta. Podczas negocjacji przedstawiciele sił Bermondta zadeklarowali uznanie rządu Ulmanisa i domagali się zgody na przeniesienie bazy oddziału do Rygi, skąd mógłby on przemieszczać się wzdłuż Dźwiny, północnym brzegiem, w celu uderzenia na pozostający pod kontrolą Łotewskiej SRR Dyneburg. Delegacja łotewska nie chciała się zgodzić na obecność białych Rosjan w Rydze, spodziewając się, że Bermondt proklamowałby tam powstanie rosyjskiego, antyłotewskiego rządu. Alianci proponowali Bermondtowi przeniesienie na front pod Narwą i udział, pod komendą Judenicza, w nowej ofensywie na Piotrogród. Mimo zasadniczych różnic zdań konferencja zakończyła się deklaracją współpracy. Skoordynowane działania przeciwko Rosji Radzieckiej miały zacząć się 15 września 1919 r., jednak plan ten nie został zrealizowany. 1 września w Mitawie pod dowództwo Bermondta oficjalnie przeszła cała niemiecka Żelazna Dywizja, Legion Niemiecki pod dowództwem kpt. Siewerta oraz Korpus Ochotniczy Plehwe. Wbrew wcześniejszym ustaleniom o ewakuacji jednostek niemieckich z Łotwy trwał również dalszy werbunek ochotników niemieckich do oddziałów Bermondta. 21 września wszystkie oddziały niemieckie w Kurlandii i na Żmudzi, na mocy umowy między von der Goltzem i Bermondtem, przeszły pod komendę tego ostatniego, tworząc Zachodnią Armię Ochotniczą. Faktyczne kierownictwo wojskowe Armii pozostało w rękach oficerów niemieckich. Alianci zareagowali na te działania, grożąc podjęciem działań zbrojnych nad Renem, blokadą Niemiec i skierowaniem wojsk polskich przeciwko oddziałom niemieckim w Kurlandii i na Litwie. W odpowiedzi 28 września rząd niemiecki wydał oficjalne oświadczenie, w którym zakazywał niemieckim ochotnikom zaciągania się do armii Bermondta, a także stwierdził, że niemieckie oddziały na Łotwie działają na własne ryzyko i nie są oficjalnie wspierane przez Berlin. W praktyce ochotnicy dołączali do Bermondta w dalszym ciągu. We wrześniu 1919 r. pod jego komendą znajdowało się 40–50 tys. żołnierzy (więcej, niż pod komendą Judenicza, którego zwierzchnictwo Bermondt nadal teoretycznie uznawał), a poziom uzbrojenia i wyposażenia był bardzo dobry.

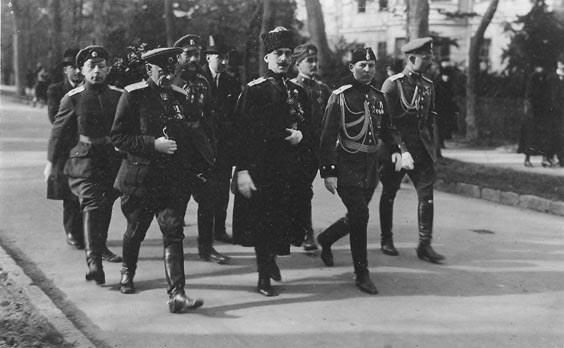
Bermondt z oficerami i żołnierzami Zachodniej Armii Ochotniczej, Mitawa, czerwiec 1919

21 września 1919 r. Judenicz skierował do Bermondta rozkaz przejścia na front narewski, w celu udziału w marszu na Piotrogród. Gdy Bermondt zignorował go, Judenicz 26 września osobiście przybył do Mitawy, jednak nawet podczas bezpośredniego spotkania Bermondt odmówił wykonania rozkazu i żądał, by władze łotewskie pozwoliły mu uderzyć na bolszewików w Łatgalii. Ostatecznie siły Bermondta nie wzięły udziału w drugiej ofensywie na Piotrogród, rozpoczętej 28 września. Bermondt uważał postawę Judenicza, który był skłonny zgodzić się na niepodległość Litwy, Łotwy i Estonii, za kapitulancką.

#### Uderzenie Bermondta na Rygę
3 października 1919 r. Bermondt ogłosił, iż obszar Łotwy jest jego bazą operacyjną do samodzielnych działań przeciwko Rosji Radzieckiej. Stwierdził również, iż Łotysze przeszkadzają zaplanowanej przez niego antybolszewickiej operacji. W odpowiedzi Łotysze rozpoczęli koncentrację sił pod Rygą, spodziewając się uderzenia sił Bermondta na stolicę. 6 października Bermondt ogłosił utworzenie Centralnej Rady, która na zajmowanych przez niego terenach miała pełnić funkcję rządu białej Rosji – dla Łotyszy przewidywał jedynie pewien zakres autonomii. Tego samego dnia oficjalnie poprosił rząd łotewski o pomoc w działaniach przeciwko bolszewikom. Gdy otrzymał odpowiedź odmową, 8 października rozpoczął działania zaczepne, których celem było zajęcie Rygi. 11 października gen. Nikołaj Judenicz ogłosił go zdrajcą i wezwał żołnierzy Bermondta do wypowiedzenia mu posłuszeństwa. Bermondt tego samego dnia odpowiedział, iż jego działania mają na celu zabezpieczenie pozycji białych przed walką z bolszewikami, niedopuszczenie do sytuacji, w której biała armia była uzależniona od pomocy państwa estońskiego, co w jego przekonaniu miało poniżać Rosjan. 13 października Bermondt skierował swojego przedstawiciela do dowódcy białych Sił Zbrojnych Południa Rosji gen. Antona Denikina, twierdząc, że zdobył już Rygę i rozbił wojska estońskie oraz łotewskie, a tym samym zdobył bazę do uderzenia na Rosję Radziecką od zachodu.
Pod Rygą siły Bermondta-Awałowa miały około dwukrotną przewagę liczebną nad wojskami łotewskimi. Niepodległej Łotwie udzielili pomocy alianci, wydzielając osiem okrętów z grupy operującej w Zatoce Fińskiej i wspierającej natarcie Armii Północno-Zachodniej na Piotrogród. Łotewska 2 Dywizja pod dowództwem płk Jorģisa Zemitānsa, a od 12 października - Mārtiņša Peniķisa  musiała opuścić lewy brzeg Dźwiny, ale skutecznie broniła się na linii rzeki, zaś 18 października przeszła do kontrnatarcia. Próba zdobycia Rygi przez Bermondta zakończyła się niepowodzeniem. 19 października rząd Łotwy odrzucił prośbę Bermondta o zawieszenie broni. Pokonana Zachodnia Armia Ochotnicza wycofała się przez Litwę do Prus Wschodnich.
29 października, wobec klęski Bermondta, rząd niemiecki nakazał wszystkim obywatelom niemieckim walczącym w jego armii powrót do kraju pod rygorem utraty obywatelstwa, zaś Żelazną Dywizję i inne jednostki, które wcześniej przeszły do Zachodniej Armii Ochotniczej, wykreślono z szeregów armii niemieckiej. Przerwano też werbunek do tych oddziałów. 18 grudnia 1919 r. Bermondt-Awałow przybył do Berlina, by negocjować przeniesienie swoich ostatnich 8 tys. żołnierzy, głównie Rosjan, internowanych w Prusach Wschodnich do dalszej walki z bolszewikami. Ich przewiezienie do Estonii (w celu reaktywowania rozbitej pod Piotrogrodem Armii Północno-Zachodniej) lub na front południowy rosyjskiej wojny domowej rozważali alianci, ale ostatecznie żadne z tych rozwiązań nie zostało zrealizowane.

### Dalsze losy
Pawieł Bermondt-Awałow przeżył kolejne kilkanaście lat w Niemczech, działając w kręgach rosyjskiej białej emigracji, w jej skrajnie konserwatywnym skrzydle. Współtworzył faszystowską Partię Rosyjskich Wyzwolicieli – Rosyjski Ruch Narodowosocjalistyczny. W 1936 r., być może zmuszony przez nazistowski rząd do opuszczenia Niemiec, wyjechał przez Włochy do Jugosławii. Do 1941 r. żył w Belgradzie, skąd w wymienionym roku wyjechał do Stanów Zjednoczonych. Tam też zmarł i został pochowany na cmentarzu przy prawosławnym klasztorze Nowe Diwiejewo w Nanuet, w stanie Nowy Jork.